# Forma Chen di 49 posizioni con la spada
Nell'ambito delle arti marziali cinesi la Forma Chen di 49 posizioni con la spada (Cinese semplificato: 陈氏太极单剑套路名称, Pinyin: Chén shì tàijí dān jiàn tàolù míngchēng) è una sequenza di movimenti codificati eseguiti con la spada cinese o Jian.
Nell'ambito del Taijiquan (o Tai Chi), lo Stile Chen - sviluppatosi nel villaggio di Chenjiagou, paese nella provincia cinese dello Henan - è caratterizzato da due caratteristiche:
- l'utilizzo di un tipo di forza esplosiva (Fa Jin),
- l'utilizzo di un tipo di forza a spirale (Zhansi Jin).

Queste forze caratterizzano anche lo stile Chen di spada, che presenta continui passaggi dal duro al morbido, unendo grazia e potenza.

## Forma
La forma
| #  | Nome       | Pinyin               | Descrizione                                            |
| -- | ---------- | -------------------- | ------------------------------------------------------ |
| 1  | 单剑起势   | dān jiàn qǐ shì      | Preparazione e apertura                                |
| 2  | 朝阳剑     | cháo yáng jiàn       | Omaggio al Sole                                        |
| 3  | 仙人指路   | xiān rén zhǐ lù      | L'Immortale Indica la Via                              |
| 4  | 青龙出水   | Qīng lóng chū shuǐ   | Il Drago Azzurro Emerge dalle Acque                    |
| 5  | 护膝剑     | hù xī jiàn           | Proteggere le Ginocchia                                |
| 6  | 闭门势     | bì mén shì           | Chiudere il Portone                                    |
| 7  | 青龙出水   | Qīng lóng chū shuǐ   | Il Drago Azzurro Emerge dalle Acque                    |
| 8  | 翻身下劈剑 | fān shēn xià pī jiàn | Ruotare e Tranciare in Basso                           |
| 9  | 青龙转身   | Qīng lóng zhuǎn shēn | Il Drago Azzurro si Volta                              |
| 10 | 斜飞       | xié fēi              | Volare Obliquamente                                    |
| 11 | 展翅点头   | zhǎn chì diǎn tóu    | Spiegare le Ali e Annuire con la Testa                 |
| 12 | 拨草寻蛇   | bō cǎo xún shé       | Separare l'Erba per Cercare il Serpente                |
| 13 | 金鸡独立   | jīn jī dú lì         | Il Gallo d'Oro Sta su una Zampa                        |
| 14 | 仙人指路   | xiān rén zhǐ lù      | L'Immortale Indica la Via                              |
| 15 | 盖拦势     | gài lán shì          | Proteggere e Bloccare                                  |
| 16 | 古树盘根   | gǔ shù pán gēn       | Il Vecchio Albero Intreccia le Radici                  |
| 17 | 饿虎扑食   | è hǔ pū shí          | La Tigre Affamata si Scaglia sulla Preda               |
| 18 | 青龙摆尾   | Qīng lóng bǎi wěi    | Il Drago Azzurro Ondeggia la Coda                      |
| 19 | 倒倦肱     | dào juàn gōng        | Indietreggiare Ruotando le Braccia                     |
| 20 | 野马跳涧   | yě mǎ tiào jiàn      | Il Cavallo Selvaggio Salta il Torrente                 |
| 21 | 白蛇吐信   | bái shé tǔ xìn       | Il Serpente Bianco Saetta la Lingua                    |
| 22 | 乌龙摆尾   | wū lóng bǎi wěi      | Il Drago Nero Ondeggia la Coda                         |
| 23 | 钟馗仗剑   | Zhōng Kuí zhàng jiàn | Zhong Kui Maneggia la Spada                            |
| 24 | 罗汉降龙   | luó hàn jiàng lóng   | L'Illuminato Sottomette il Drago                       |
| 25 | 黑熊翻背   | hēi xióng fān bèi    | L'Orso Nero si Gira all'Indietro                       |
| 26 | 燕子啄泥   | yàn zi zhuó ní       | La Rondine Becca nel Fango                             |
| 27 | 白蛇吐信   | bái shé tǔ xìn       | Il Serpente Bianco Saetta la Lingua                    |
| 28 | 斜飞       | xié fēi              | Volare Obliquamente                                    |
| 29 | 鹰熊斗智   | yīng xióng dòu zhì   | L'Aquila e l'Orso Competono in Arguzia                 |
| 30 | 燕子啄泥   | yàn zi zhuó ní       | La Rondine Becca nel Fango                             |
| 31 | 摘星换斗   | zhāi xīng huàn dòu   | Cogliere le Stelle e Cambiare le Costellazioni         |
| 32 | 海底捞月   | hǎi dǐ lāo yuè       | Sollevare la Luna dal Fondo del Mare                   |
| 33 | 仙人指路   | xiān rén zhǐ lù      | L'Immortale Indica la Via                              |
| 34 | 凤凰点头   | fèng huáng diǎn tóu  | La Fenice Annuisce con la Testa                        |
| 35 | 燕子啄泥   | yàn zi zhuó ní       | La Rondine Becca nel Fango                             |
| 36 | 白蛇吐信   | bái shé tǔ xìn       | Il Serpente Bianco Saetta la Lingua                    |
| 37 | 斜飞       | xié fēi              | Volare Obliquamente                                    |
| 38 | 左托千斤   | zuǒ tuō qiān jin     | Sorreggere Mille Libbre— Sinistra                      |
| 39 | 右托千斤   | yòu tuō qiān jin     | Sorreggere Mille Libbre—Destra                         |
| 40 | 燕子啄泥   | yànzi zhuó ní        | La Rondine Becca nel Fango                             |
| 41 | 白猿献果   | bái yuán xiàn guǒ    | La Scimmia Bianca Offre il Frutto                      |
| 42 | 落花流水   | luò huā liú shuǐ     | Fiori che Cadono                                       |
| 43 | 上下斜刺   | shàng xià xié cì     | Colpire Obliquamente in Alto e poi in Basso            |
| 44 | 斜飞       | xié fēi              | Volare Obliquamente                                    |
| 45 | 哪吒探海   | Nézha tàn hǎi        | NeZha esplora il Mare                                  |
| 46 | 怪蟒翻身   | guài mǎng fān shēn   | Il Serpente Gigante si Gira                            |
| 47 | 韦驮献杵   | wéi tuó xiàn chǔ     | Wei Tuo Batte con il Pestello                          |
| 48 | 磨盘剑     | mò pán jiàn          | Ruotare la Spada in Cerchi Orizzontali come una Macina |
| 49 | 单剑收势   | dān jiàn shōu shì    | Ritorno al Taiji                                       |